# Rhynern
Rhynern [ˈriːnɐn] ist ein Ortsteil der westfälischen Stadt Hamm. Er liegt im gleichnamigen Stadtbezirk.

## Geographie

### Lage
Rhynern liegt im Süden der Stadt Hamm. Es hat einen Anschluss an die A 2.

### Nachbargemeinden
Die ehemalige Gemeinde Rhynern grenzte im Jahr 1967 im Uhrzeigersinn im Nordwesten beginnend an die Gemeinden Berge, Westtünnen, Osttünnen, Hamm, Osterflierich und Freiske (alle heute zu Hamm).
Die vergrößerte Gemeinde Rhynern grenzte im Jahr 1974 im Uhrzeigersinn im Norden beginnend an die Stadt Hamm und an die Gemeinden Uentrop (damals im Kreis Unna), Welver und Werl (beide im Kreis Soest) sowie Unna, Bönen und Pelkum (alle damals im Kreis Unna).

## Geschichte
Der Ort Rhynern wurde erstmals urkundlich als Rinheri um 1000 im Urbar der Reichsabtei Werden erwähnt. 1285 wurde der Ort urkundlich Rinheren, um 1300 Rinhere und 1377 Rynhere genannt.
Rhynern gehörte im Spätmittelalter und der Frühen Neuzeit in eigener Bauerschaft (Ryneren) im Amt Hamm zur Grafschaft Mark. Laut dem Schatzbuch der Grafschaft Mark von 1486 hatten die 28 Steuerpflichtigen in der Bauerschaft zwischen 1 oirt und 6 Goldgulden an Abgabe zu leisten. Am 2. September 1566 verkauft Friedrich von der Mark zu Villigst, Drost zu Schwerte, seinem Bruder Gerhart von der Mark den Rellynckhoff in Rhynern. Im Jahr 1705 waren in der vergrößerten Bauerschaft Rhynern 36 Steuerpflichtige mit Abgaben an die Rentei Hamm im Kataster verzeichnet. In Rhynern wurde am 9. und 10. Juli 1717 ein Hoftag für die Höfe in Rhynern, Drechen und Berge abgehalten, bei dem die Hofesrechte der Orte festgehalten wurden. Dabei ging es vor allem um Erbangelegenheiten. 
Im 19. Jahrhundert gehörte Rhynen bei der Errichtung der Ämter in der preußischen Provinz Westfalen zum Amt Rhynern im Kreis Hamm. Im Jahr 1885 gab es in der Landgemeinde Rhynern auf 582 ha Fläche, davon 454 ha Ackerland, 5 ha Wiesen, 50 ha Holzungen, 2 Wohnplätze, 112 Wohnhäuser mit 147 Haushaltungen und 768 Einwohner. Anlässlich der Auskreisung der Stadt Hamm am 1. April 1901 wurde aus dem Kreis der Landkreis Hamm. Nach einer Gebietserweiterung im Jahr 1929 wurde dieser im Oktober 1930 in Kreis Unna umbenannt.
Am 1. Januar 1968 wurden die Gemeinden Allen, Freiske, Hilbeck, Osterflierich, Osttünnen, Rhynern, Süddinker und Wambeln zur neuen Gemeinde Rhynern zusammengeschlossen. Diese blieb jedoch nur bis zum 31. Dezember 1974 bestehen, am folgenden Tag wurde sie aufgeteilt: Der Hauptort Rhynern wechselte mit dem Hauptteil dieser Gemeinde (6187 Einwohner, die auf 44,79 km² wohnten) in die kreisfreie Stadt Hamm. Der Ortsteil Hilbeck (9,96 km² mit 856 Einwohnern) wurde nach Werl im Kreis Soest umgegliedert.

## Einwohnerzahlen
| Jahr | Einwohner |
| ---- | --------- |
| 1849 | 0643      |
| 1910 | 0893      |
| 1931 | 1036      |
| 1956 | 1467      |
| 1961 | 1795      |

Gemeinde von 1968 bis 1974
Die folgenden Zahlen beziehen sich auf die Gemeinde, die von 1968 bis 1974 existierte, also einschließlich aller eingegliederten früher selbständigen Gemeinden. Die Zahl von 1961 ist die Summe aller Einwohnerzahlen der ehemaligen Gemeinden.
Die Zahlen von 1961 und 1970 beziehen sich auf die jeweiligen Volkszählungsergebnisse am 6. Juni 1961 und am 27. Mai 1970. Die Zahl von 1974 wurde mit dem Stichtag 30. Juni vom Landesamt für Datenverarbeitung und Statistik Nordrhein-Westfalen, heute Landesbetrieb Information und Technik Nordrhein-Westfalen, im Hinblick auf die bevorstehende kommunale Neuregelung, die am 1. Januar 1975 in Kraft trat, ermittelt.
| Jahr | Einwohner |
| ---- | --------- |
| 1961 | 5538      |
| 1970 | 6172      |
| 1974 | 6187      |

## Persönlichkeiten
- Gerhard Enters (1823–1885), Amtmann in Rhynern und Gründer der Sparkasse Rhynern

## Verkehr

### Straßen
Neben der A 2, die vor allem dem Fernverkehr dient, gibt es weitere überregional wichtige Straßen. Dies sind die Bundesstraße 63 nach Hamm und Werl, die Landesstraße 667 nach Bönen und Uentrop sowie die Landesstraße 669 nach Scheidingen und Klotingen.

### Öffentlicher Personennahverkehr
Rhynern wird hauptsächlich von den Linien 2, 14 und der Ringlinie der Stadtwerke Hamm, sowie von der Regionallinie R 41 der Verkehrsgemeinschaft Ruhr-Lippe bedient. Während alle Linien im Hammer Zentrum starten, führt nur die R 41 über Rhynern hinaus nach Werl.